# Flagellanter

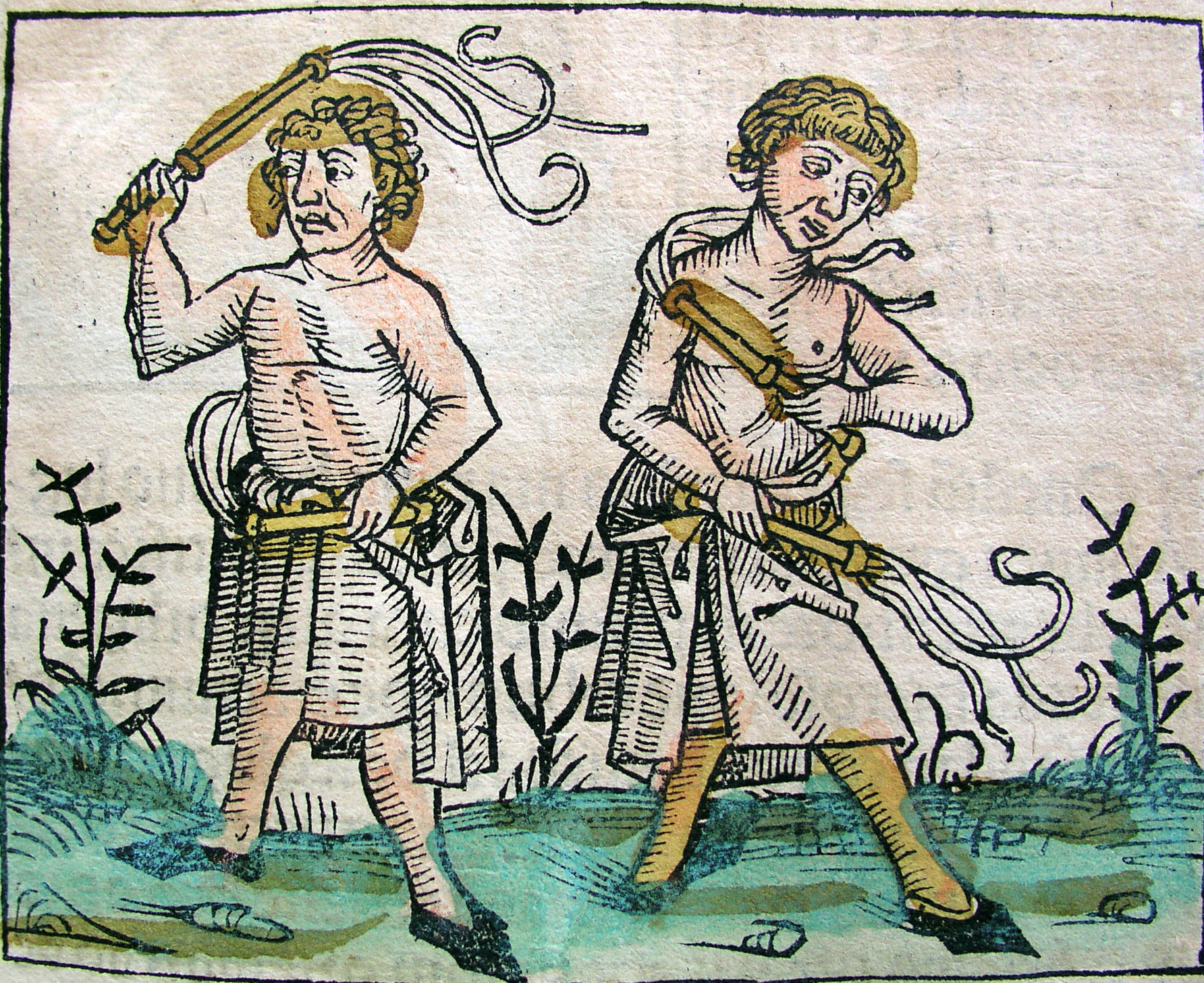
1400-talsflagellanter.

Flagellanter (av latinets flagellare, gissla), gisslare eller korsbröder (efter korset på deras kåpor) kallades medlemmarna av vissa medeltida brödraskap som trodde sig genom kroppens gisslande kunna förvärva syndaförlåtelse. Sådana rörelser uppstod sporadiskt under tider av nöd. De uppträdde för första gången i Perugia 1260 och spred sig snabbt över hela Europa. 
Störst utbredning fick flagellanterna efter digerdödens härjningar vid mitten av 1300-talet. De uppträdde då i formliga processioner och framkallade mycken förargelse samt fördömdes av flera påvar, bland andra Clemens VI (1342-1352). Flagellantrörelsen förbjöds 1417 på konciliet i Konstanz.